# Umývárna

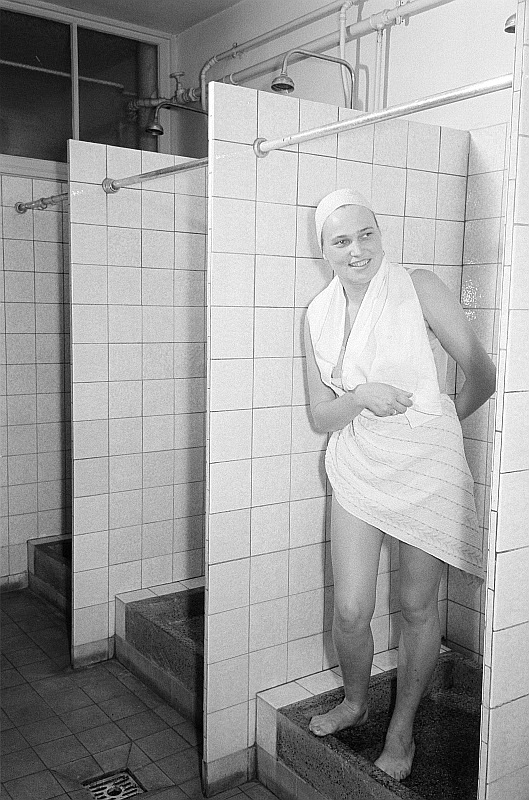
Žena vycházející ze sprchy v umývárně

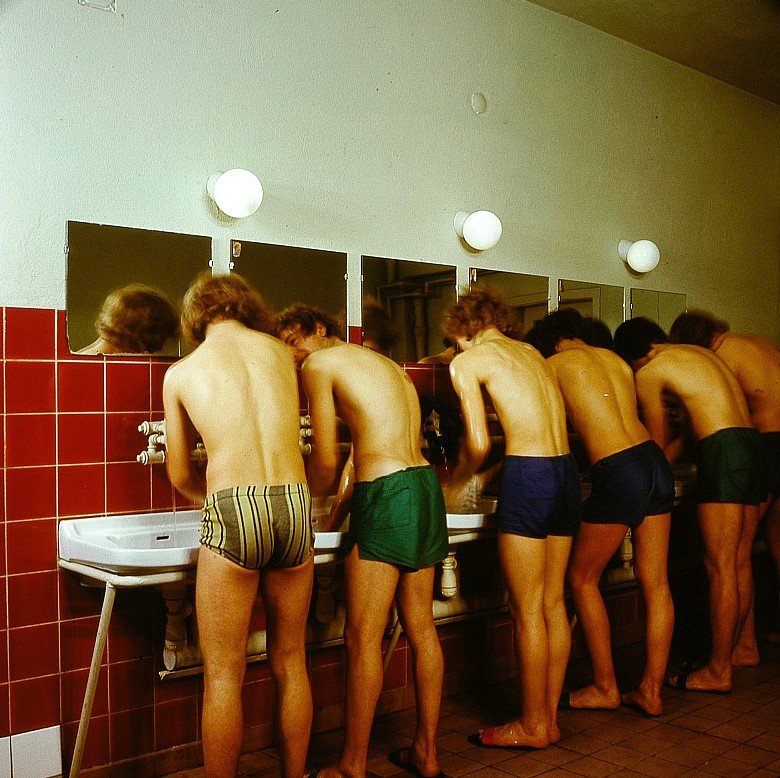
Umývárna - část vybavená umyvadly

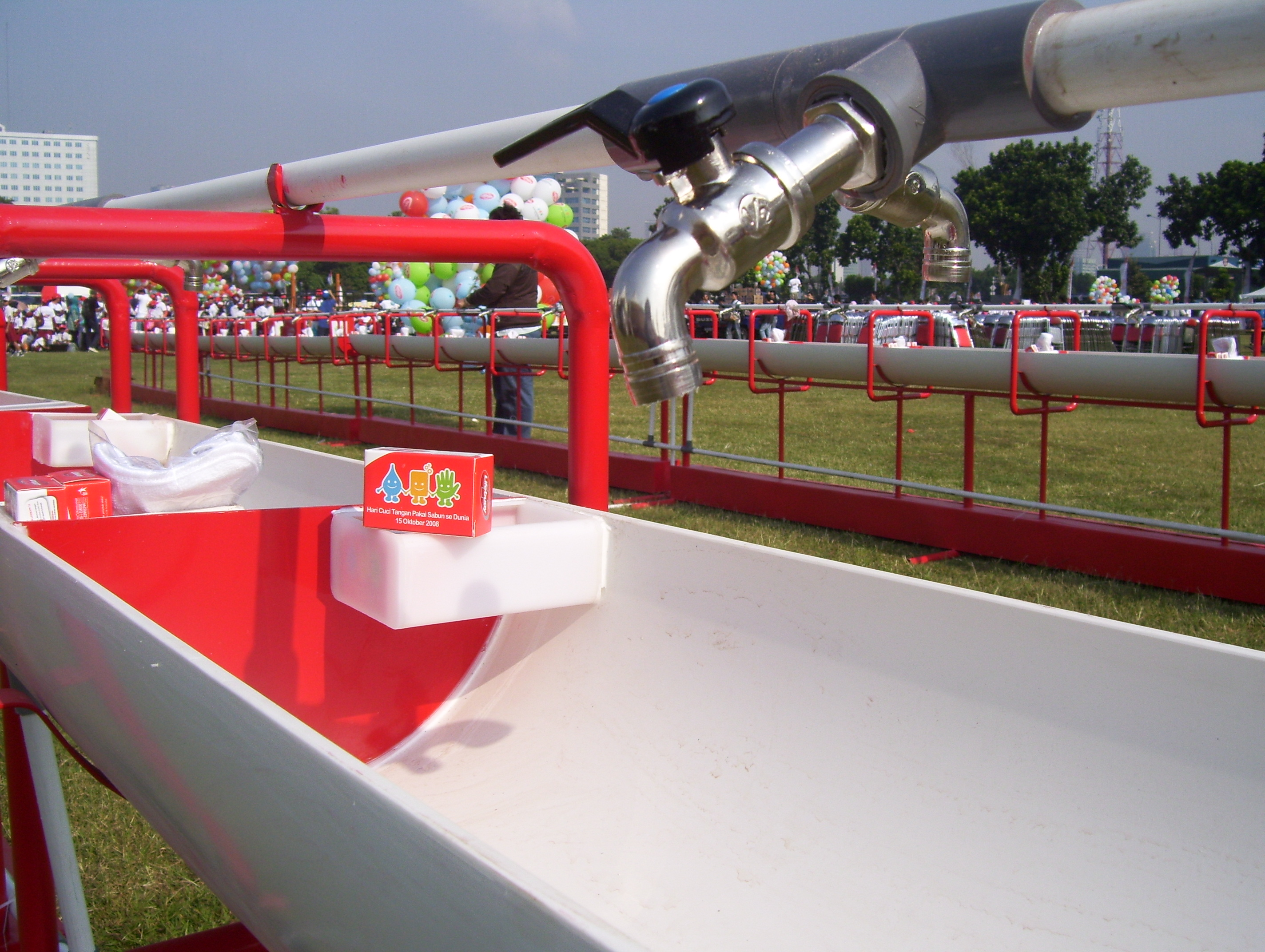
Umývací žlaby

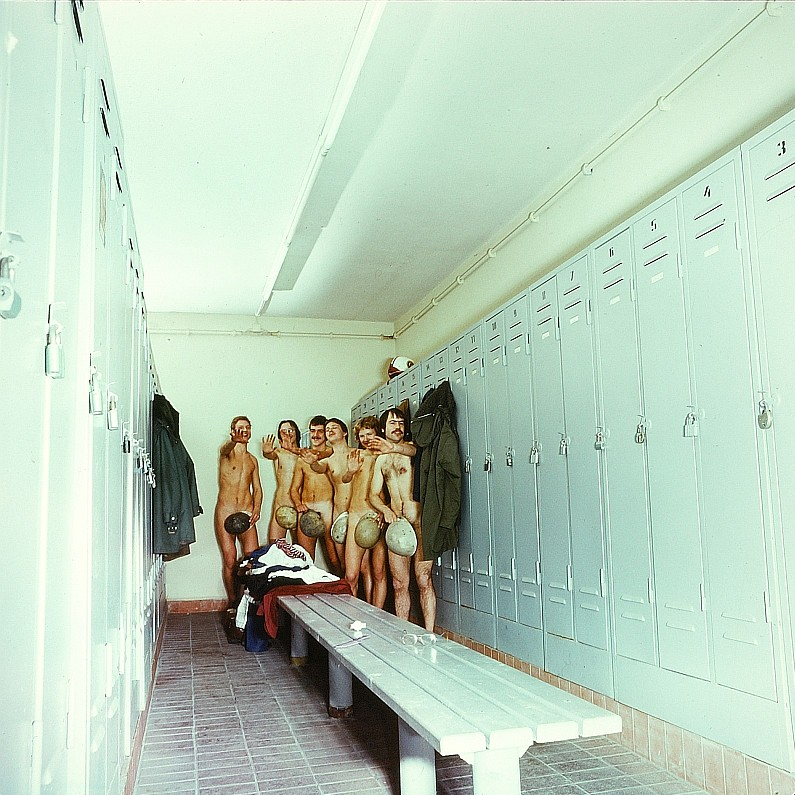
Šatnové skříňky

Umývárna je specializovaný prostor v budově, který slouží pro umývání většího počtu osob současně.

## Organizační začlenění umývárny
Umývárny se zřizují všude tam, kde se předpokládá potřeba umývání většího počtu osob současně. Bývá součástí sportovních areálů, fit center, tělocvičen, bazénů a dalších sportovních zařízení. Umývárny se dále zřizují na pracovištích, kde alespoň část zaměstnanců pracuje fyzicky, především v továrnách, na staveništích, v dolech. Dále jsou umývárny zřizovány v hromadných ubytovacích zařízeních jako jsou kasárna, autokempy, parkoviště karavanů, stanové tábory pro dětskou rekreaci. Prostorově jsou umývárny prakticky vždy propojeny se šatnou a s WC. Šatnou se v tomto případě rozumí prostor určený k převléknutí, který je vybavený k uložení šatstva šatnovými skříňkami. Charakteristický pro umývárnu je přechod mezi šatnou a umývárnou bez oblečení. Proto je běžné zřizování oddělených mužských a ženských umýváren. V některých případech je vstup do umývárny možný i přímo, bez použití šatny.

## Technické vybavení umýváren
Smyslem zřizování umýváren je rychlá očista velkého počtu osob. Prostorové uspořádání se tedy volí takové, aby umožnilo dokonalou očistu, ale nelákalo uživatele k dlouhému pobytu. Umývárna je často rozlehlá místnost, po obvodu vybavená sprchami, respektive sprchovacími hlavicemi. Místnost bývá obložena až ke stropu keramickými obklady, na podlaze je keramická protiskluzová dlažba. Podlaha je vyspádovaná do středu místnosti k odtokovému kanálku. Sprchy bývají připevněny na obvodových stěnách, v luxusnějších zařízeních jsou umístěny v kójích oddělených přepážkami. Kóje jsou otevřené směrem do středu místnosti. Moderní umývárny nejsou vybaveny sprchovými bateriemi, které by umožňovaly regulovat teplotu vody a sílu proudu. Ke každé sprchové hlavici přísluší pouze ventil, jehož stisknutím se na určitou dobu spustí proud vody o teplotě a síle nastavené provozovatelem zařízení. Vyhřívání místností umýváren je zpravidla podlahovým topením horkovodním nebo elektrickým. Vynechání topných těles omezuje možnost úrazu. K osvětlení umýváren jsou využívána zářivková svítidla s vysokým krytím proti vodě. Ovládání osvětlení je umístěno mimo prostor umývárny. Některá svítidla plni funkci nouzového osvětlení. To je nutné, protože umývárny se často umísťují do jinak nevyužitelných prostor v budovách a bývají bez oken. Takto umístěné umývárny musí mít možnost větrání. Veškeré vybavení je přizpůsobeno možnosti rychlé výměny osob a snadnému čištění. Počítá se s možností čistit umývárnu vystříkáním tlakovou vodou.
Umývárny ve sportovních zařízení jsou převážně sprchové, doplněné několika klasickými umyvadly v navazující místnosti. Umývárny v průmyslových provozech, ale i v hromadných ubytovacích zařízeních mohou mít mimo sprchové oddělení také část s řadami vedle sebe umístěných umyvadel. V primitivním provedení (například v dětských letních táborech nebo při ubytování vojska) mohou být umyvadla nahrazena jednoduchými žlaby ze smaltovaného ocelového plechu. V tomto případě má každé umývací místo svoji vodovodní baterii. Taková umývárna slouží spíše k jednodušším akcím osobní hygieny, například k čištění zubů.

## Odlišná provedení umýváren
- V ubytovacích zařízeních jako jsou kempy nebo parkoviště karavanů může být společná umývárna nahrazena systémem umývacích buněk, ve kterých lze spustit sprchu teprve po zaplacení určité částky v mincovním automatu.
- Při ubytování vojska mimo stálé ubytovací prostory nebo při nouzovém ubytování osob v případě živelních pohrom může být vybavení umývárny instalováno také v dostatečně rozměrném stanu.